# George Cadle Price
George Cadle Price (15 de janeiro de 1919; Cidade de Belize - 19 de setembro de 2011; Belmopán) foi um político e primeiro-ministro de Belize, considerado o arquiteto da independência do país.

## Vida política
Nascido na Cidade de Belize, iniciou-se na política em 1947 ao ser eleito ao Conselho local da cidade de Belize. Três anos depois, em 29 de setembro de 1950, participou como um dos fundadores do Partido Unido do Povo, partido político que chefiou por quatro décadas. O PUP defendeu pela independência política e econômica da então colônia britânica de Honduras Britânica.
Em setembro de 2000, Price converteu-se na primeira pessoa ao receber a mais alta honraria de Belize, a Ordem de Herói Nacional, pelo papel proeminente que teve ao encaminhar o seu país para a independência.

George Cadle Price faleceu na em 19 de setembro de 2011 em Belmopán, capital de Belize, aos 92 anos de idade, três dias antes de celebrar o trigésimo aniversário da independência de Belize.